# Partit de la Llibertat Kurda
El Partit de la Llibertat Kurda (o Partit Kurd de la Llibertat) fou un partit polític progressista format al Kurdistan del Sud el 1946 i que el mateix any es va unir al Partit Democràtic del Kurdistan de Mustafà Barzani.
Actualment existeix un partit amb el nom de Partit de la Llibertat del Kurdistan, al Kurdistan del Sud.